# جبل برط (إب)

تعديل مصدري - تعديل

جبل برط هي إحدى قرى عزلة جبل معود بمديرية إب التابعة لمحافظة إب، بلغ تعداد سكانها 1332 نسمة حسب تعداد اليمن لعام 2004. ويتوقع بأن عدد السكان قد ارتفع ليصل إلى قرابة 500 نسمة في عام 2016